# Ploegentijdrit

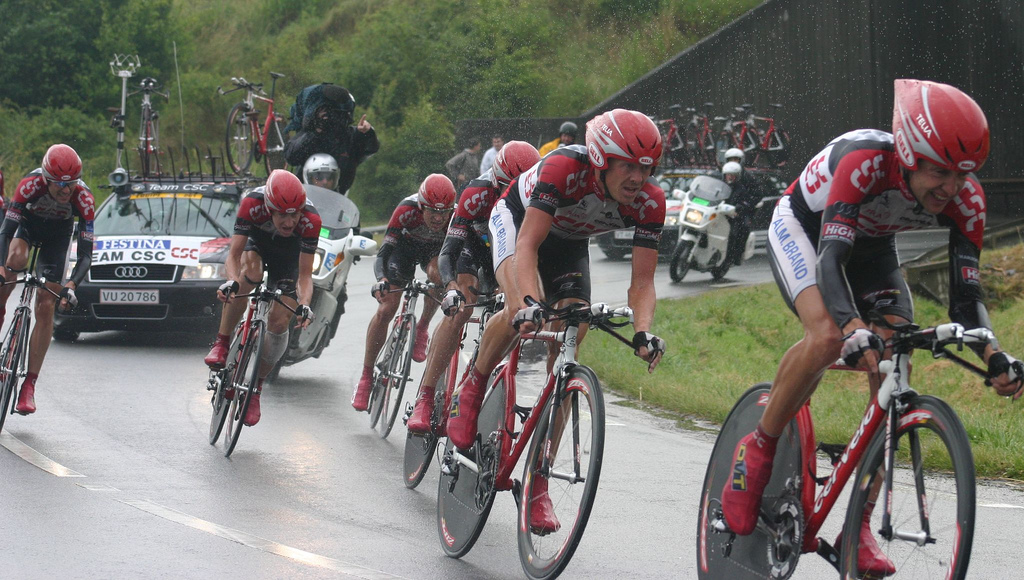
Team CSC tijdens de ploegentijdrit van de Ronde van Frankrijk 2004

Een ploegentijdrit is een onderdeel van de wielersport waarbij renners per ploeg een vast parcours afleggen. Winnaar is de ploeg die het parcours als snelste aflegt. Ploegen hebben in principe dezelfde grootte en vaak hoeft niet de gehele ploeg maar alleen een (van tevoren vastgelegd) aantal renners samen over de streep te komen. Niet de tijd van de als eerste over de meet komende renner wordt gemeten, maar die van de laatste renner van het van tevoren vastgelegde aantal renners.

## Ploegentijdritten in etappewedstrijden
In etappewedstrijden als de Ronde van Frankrijk is soms een ploegentijdrit opgenomen (in het verleden heel soms twee). Het is een discipline waar snel grotere verschillen kunnen worden gemaakt, bijvoorbeeld als een ploeg onderweg een renner 'verliest', of als deze al voor de ploegentijdrit de wedstrijd had verlaten. Om die reden nemen ploegen in hun team voor zo'n wedstrijd vaak enkele tijdritspecialisten op opdat deze vaak ook veel werk kunnen verzetten in een ploegentijdrit.
Renners die niet samen met de rest van de ploeg over de finish komen, krijgen in principe niet dezelfde tijd als de rest van de ploeg, maar hun individuele tijd. Het is ook mogelijk om buiten tijd binnen te komen en zo van verdere deelname aan de wedstrijd gediskwalificeerd de worden. Een hele ploeg kan echter nooit buiten tijd komen, meestal is er een maximumtijd ingesteld die ploegen kunnen verliezen.
De Raleigh- en later Panasonicploegen van ploegleider Peter Post waren in de jaren 1970 en 1980 uitgesproken specialisten in de discipline. Van hen is het onderscheid in "enkele" en "dubbele waaiers" afkomstig.
Een enkele waaier is efficiënter dan een dubbele waaier. In het eerste geval rijden de coureurs in een lange rij en is er slechts een kopman; in het tweede geval rijdt men in twee rijen en zijn er twee koplieden, waardoor de renners vaker op kop rijden. Ook moeten renners twee keer zo vaak aanzetten om in het laatste wiel te komen. In een dubbele waaier levert iedere renner ook evenveel inspanning. En het is maar zelden dat iedere renner van een groep even sterk is. In een enkele waaier kunnen sterkere renners langere beurten doen en minder sterke renners kortere beurten. Het collectief rijdt dan sneller en heeft minder renners die het niet vol kunnen houden. De Raleigh ploeg was de eerste ploeg die in de jaren 70 ploegentijdtijdritten in enkele waaier ging rijden. Gerben Karstens was op dit idee gekomen vertelt Gerrie Knetemann in de 'De Posttrein', een documentaire uit 2011 over TI-Raleigh, de onklopbare wielerploeg van Peter Post. Het bracht de Raleighs een ongekend aantal overwinningen in ploegentijdritten op rij.

### Lijst van ploegentijdritten in de Grote Rondes
Hieronder is een lijst te vinden van alle ploegentijdritten die ooit verreden zijn in een van de drie Grote Rondes. De renners die vermeld worden, zijn de renners die toen in de respectievelijke ploeg reden in de wedstrijd, maar daarom niet per se de aankomst haalden samen met de rest van hun ploeg. Tevens worden de renners in alfabetische volgorde weergegeven.
| Jaar | Ronde               | Afstand | Winnaar |
| ---- | ------------------- | ------- | --- |
| 1937 | Ronde van Italië    | 60 km   | Legnano (G. Bartali, F. Battesini, R. Di Paco, P. Favalli en A. Mealli) |
| 1946 | Ronde van Spanje    | 67 km   | Nederland (C. Joosen, J. Lambrichs, F. Pauwels en ??) |
| 1953 | Ronde van Italië    | 30 km   | Bianchi (F. Coppi, S. Gaggero, M. Gismondi en E. Milano) |
| 1954 | Ronde van Italië    | 36 km   | Bianchi (F. Coppi, R. Filippi, S. Gaggero, M. Gismondi, E. Milano en W. Wagtmans) |
| 1955 | Ronde van Italië    | 18,4 km | Torpado (A. Conterno, N. Defilippis, R. Fornasiero en A. Zuliani) |
| 1955 | Ronde van Frankrijk | 12,5 km | Nederland (W. van Est, G. Voorting en W. Wagtmans) |
| 1955 | Ronde van Spanje    | 15 km   | Italië A (P. Baffi, M. Baroni, S. Pedroni, F. Magni, A. Martini en D. Piazza) |
| 1956 | Ronde van Italië    | 12 km   | Leo-Chlorodont (R. Benedetti, B. Tognaccini en ??) |
| 1956 | Ronde van Spanje    | 21 km   | Frankrijk (G. Bauvin, L. Bergaud, J. Bobet, L. Bobet, J. Dotto, M. Lampre, C. Le Ver, R. Remy, E. Telotte en R. Walkowiak) |
| 1957 | Ronde van Frankrijk | 15 km   | Frankrijk (A. Darrigade, F. Mahé en R. Privat) |
| 1958 | Ronde van Spanje    | 4 km    | Frankrijk (G. Bauvin, A. Deledda, J. Dotto, R. Geminiani, R. Hassenforder, R. Hoorelbeke, C. Huyghe, J. Mallejac, A. Platel en R. Walkowiak)                                                                                      |
| 1959 | Ronde van Spanje    | 9 km    | Saint Raphael-Geminiani (G. Bauvin, J. Brankart, R. Chaussabel, P. Everaert, R. Fournier, R. Geminiani, R. Le Don, P. Machiels, R. Rivière en B. Robinson)                                                                        |
| 1959 | Ronde van Spanje    | 9 km    | Saint Raphael-Geminiani (G. Bauvin, J. Brankart, R. Chaussabel, P. Everaert, R. Fournier, R. Geminiani, R. Le Don, P. Machiels, R. Rivière en B. Robinson)                                                                        |
| 1960 | Ronde van Spanje    | 8 km    | Faema (A. Bertran Panades, S. Botella Rodrigo, J. Galdeano Portillo, J. Herrero Berrendero, F. Manzaneque Sanchez, F. Martin Bahamontes, G. Mas Arbona, F. Moreno Martinez, J. San Emeterio en A. Suarez Vasquez)                 |
| 1961 | Ronde van Spanje    | 10,5 km | Faema (S. Botella Rodrigo, J. Galdeano Portillo, A. Gomez Del Moral, J. Gomez Del Moral, J. Herrero Berrendero, G. Mas Arbona, F. Moreno Martinez, S.L. Rosa Gomez, A. Soler Romagura en A. Suarez Vasquez)                       |
| 1962 | Ronde van Frankrijk | 23 km   | Flandria-Faema (R. Baens, A. Desmet, M. Ongenae, J. Planckaert, W. Schroeders, E. Sorgeloos, P. van Est, R. Van Looy, G. Van Tongerloo en H. Zilverberg)                                                                          |
| 1962 | Ronde van Spanje    | 21 km   | Saint Raphael-Helyet (R. Altig, J. Anquetil, J.-C. Annaert, S. Elliot, A. Geldermans, J. Graczyk, M. Janssens, M. Queheille, J. Stablinski en M. Stolker)                                                                         |
| 1963 | Ronde van Frankrijk | 22 km   | Pelforth-Sauvage (J. Janssen, F. Mahé en A. Ramsbottom) |
| 1964 | Ronde van Frankrijk | 21 km   | KAS (C.E. Zudaire, J.A.M. Campo en F.G. Ibarra) |
| 1965 | Ronde van Frankrijk | 22,5 km | Ford France-Gitan (C. Lute, P. Martin en A. Novak) |
| 1966 | Ronde van Frankrijk | 20 km   | Televizier (J. de Roo, C. Haast, G. Karstens, H. Nijdam en J. van der Vleuten) |
| 1967 | Ronde van Frankrijk | 17 km   | België (F. Brands, J. Huysmans, W. Monty, W. Planckaert, J. Spruyt, G. Vandenberghe, M. Vandenbossche, R. Van Looy, W. Van Neste en H. Vanspringel)                                                                               |
| 1968 | Ronde van Frankrijk | 22 km   | België A (F. Brands, J. Huysmans, W. In 't Ven, M. Maes, G. Pintens, A. Poppe, E. Sels, H. Vanspringel, D. Van Rijckeghem en E. Weckx)                                                                                            |
| 1969 | Ronde van Frankrijk | 16 km   | Faema (E. Merckx, F. Mintjens, G. Reybrouck, P. Scandelli, J. Spruyt, J. Stevens, R. Swerts, G. Vandenberghe en V. Van Schil) |
| 1970 | Ronde van Frankrijk | 10,7 km | Faemino-Faema (E. Antheunis, J. Bruyere, J. Huysmans, E. Merckx, F. Mintjens, J. Spruyt, R. Swerts, G. Vandenberghe, V. Van Schil en I. Zilioli)                                                                                  |
| 1971 | Ronde van Italië    | 62 km   | Salvarani (F. Gimondi, E. Gualazzini, T. Houbrechts, P. Mori en D. Zandegù |
| 1971 | Ronde van Frankrijk | 11 km   | Molteni (J. Bruyere, J. Huysmans, E. Merckx, F. Mintjens, J. Spruyt, J. Stevens, R. Swerts, V. Van Schil, H. Vanspringel en R. Wagtmans)                                                                                          |
| 1972 | Ronde van Frankrijk | 16,2 km | Molteni (J. Bruyere, J. De Schoenmaecker, J. Huysmans, W. In't Ven, M. Lievens, E. Merckx, F. Mintjens, J. Spruyt, R. Swerts, M. Van Den Bossche en V. Van Schil)                                                                 |
| 1972 | Ronde van Spanje    | 6,5 km  | KAS (J.M. Fuente Lavandera, F. Galdos Gauna, J.A. Gonzalez Linares, N. Jimenez, M.M. Lasa Urquia, S. Lazcano Labaca, V. Lopez Carril, J. Manzaneque Sanchez, D. Perurena Tellechea en J. Pesarrodona)                             |
| 1973 | Ronde van Frankrijk | 12,4 km | Watney-Maes (W. Abbeloos, P. Aerts, E. Bodart, M. Coulon, A. Doyen, E. Opdebeeck, W. Planckaert, G. Van Cauter, L. Van Staeyen, F. Verbeeck en E. Verstraeten)                                                                    |
| 1973 | Ronde van Spanje    | 5 km    | Molteni (J. Bruyere, J. De Schoenmaecker, J. Huysmans, W. In't Ven, E. Janssens, E. Merckx, F. Mintjens, J. Spruyt, R. Swerts en V. Van Schil)                                                                                    |
| 1974 | Ronde van Frankrijk | 9 km    | Molteni (J. Bruyere, L. Delcroix, J. De Schoenmaecker, J. Huysmans, E. Janssens, M. Lievens, E. Merckx, F. Mintjens, J. Spruyt en V. Van Schil)                                                                                   |
| 1974 | Ronde van Spanje    | 4 km    | KAS (J.F. Elorriaga Iturriagagoitia, J.M. Fuente Lavendera, J.A. Gonzalez Linares, M.M. Lasa Urquia, S. Lazcano Labaca, A. Menendez Gonzalez, D. Perurena Tellechea, J. Pesarrodona, J.M. Santisteban Lapeire en J.L. Uribezubia) |
| 1976 | Ronde van Frankrijk | 4 km    | Ti-Raleigh (J. De Cauwer, C. Hoogendoorn, G. Karstens, G. Knetemann, H. Kuiper, B. Pronk, J. Raas, A. van den Hoek, J. van Katwijk en P. van Katwijk)                                                                             |
| 1977 | Ronde van Frankrijk | 4 km    | Fiat-France (C. Bal, R. Bouloux, J. Bruyere, L. Delcroix, J. De Schoenmaecker, J. Huysmans, E. Janssens, E. Merckx, J.-L. Molineris en P. Sercu)                                                                                  |
| 1978 | Ronde van Frankrijk | 153 km  | Ti-Raleigh (J. De Cauwer, G. Karstens, G. Knetemann, H. Kuiper, H. Lubberding, J. Raas, K.-P. Thaler, P. Wellens en W. Wesemael)                                                                                                  |
| 1979 | Ronde van Frankrijk | 87 km   | Ti-Raleigh (G. Knetemann, H. Lubberding, S. Mutter, B. Pronk, J. Raas, U. Sutter, J. van der Velde, L. Van Vliet, P. Wellens en W. Wesemael)                                                                                      |
| 1979 | Ronde van Frankrijk | 90 km   | Ti-Raleigh (G. Knetemann, H. Lubberding, S. Mutter, B. Pronk, J. Raas, U. Sutter, J. van der Velde, L. Van Vliet, P. Wellens en W. Wesemael)                                                                                      |
| 1980 | Ronde van Frankrijk | 46 km   | Raleigh (G. Knetemann, H. Lubberding, B. Oosterbosch, C. Priem, B. Pronk, J. Raas, J. van der Velde, L. Van Vliet, P. Wellens en J. Zoetemelk)                                                                                    |
| 1980 | Ronde van Frankrijk | 65 km   | Raleigh (G. Knetemann, H. Lubberding, B. Oosterbosch, C. Priem, B. Pronk, J. Raas, J. van der Velde, L. Van Vliet, P. Wellens en J. Zoetemelk)                                                                                    |
| 1981 | Ronde van Italië    | 15 km   | Hoonved (G. Mantovani, B. Patellaro en ??) |
| 1981 | Ronde van Frankrijk | 40 km   | Raleigh (U. Freuler, F. Hoste, G. Knetemann, H. Lubberding, L. Peeters, C. Priem, A. van den Hoek, J. van der Velde, A. Wijnands en J. Zoetemelk)                                                                                 |
| 1981 | Ronde van Frankrijk | 77 km   | Raleigh (U. Freuler, F. Hoste, G. Knetemann, H. Lubberding, L. Peeters, C. Priem, A. van den Hoek, J. van der Velde, A. Wijnands en J. Zoetemelk)                                                                                 |
| 1982 | Ronde van Italië    | 16 km   | Renault (B. Becaas, C. Berard, P. Bonnet, L. Didier, L. Fignon, B. Hinault, M. Madiot, J.-F. Rodriguez, en A. Vigneron) |
| 1982 | Ronde van Frankrijk | 69 km   | Raleigh (L. De Keulenaer, F. Hoste, G. Knetemann, H. Lubberding, L. Peeters, J. Raas, J. van der Velde, L. Van Vliet, G. Veldscholten en A. Wijnands)                                                                             |
| 1983 | Ronde van Italië    | 70 km   | Biachi (T. Bertacco, S. Contini, F. De Wolf, A. Paganessi, S. Parsani, V. Piva, T. Prim, A. Segersäll en E. Vanotti) |
| 1983 | Ronde van Frankrijk | 100 km  | Mercier (K. Andersen, P. Bazzo, R. Clère, J.-L. Gauthier, M. Laurent, P. Le Bigaut, R. Martin, J. Michaud, C. Moreau en J. Zoetemelk)                                                                                             |
| 1984 | Ronde van Italië    | 55 km   | Renault (P. Chevallier, L. Fignon, D. Gaigne, M. Gayant, P.-H. Menthéour, C. Mottet, E. Salomon, P. Saude, en B. Wojtinek) |
| 1984 | Ronde van Frankrijk | 51 km   | Renault (V. Barteau, L. Didier, L. Fignon, D. Gaigne, P. Jules, G. LeMond, M. Madiot, Y. Madiot, P.-H. Menthéour en P. Poisson)                                                                                                   |
| 1985 | Ronde van Italië    | 38 km   | Del Tongo-Colnago (E. Bombini, R. Ceruti, F. Hoste, L. Loro, R. Pevenage, P. Piovani, G. Saronni, M. Vitali en D. Wayenberg) |
| 1985 | Ronde van Frankrijk | 73 km   | La Vie Claire (K. Andersen, D. Arnaud, S. Bauer, M. Gomez, B. Hinault, C. Jourdan, G. LeMond, N. Rüttimann, B. Vallet en A. Vigneron)                                                                                             |
| 1986 | Ronde van Italië    | 50 km   | Del Tongo (R. Ceruti, F. Cesarini, F. Giupponi, C. Lang, L. Loro, S. Milani, L. Piasecki, P. Piovani en G. Saronni) |
| 1986 | Ronde van Frankrijk | 56 km   | Système U (L. Biondi, A. Bondue, E. Boyer, L. Fignon, D. Gaigne, B. Gavillet, C. Lavainne, Y. Madiot, T. Marie en C. Mottet) |
| 1987 | Ronde van Italië    | 43 km   | Carrera (G. Bontempi, D. Cassani, C. Chiappucci, M. Ghirotto, B. Leali, S. Roche, F. Rossignolli, E. Schepers en R. Visentini) |
| 1987 | Ronde van Frankrijk | 40,5 km | Carrera (G. Bontempi, D. Cassani, M. Ghirotto, E. Mächler, J.V. Pedersen, G. Perini, S. Roche, E. Schepers en U. Zimmermann) |
| 1988 | Ronde van Italië    | 40 km   | Del Tongo (F. Chioccioli, F. Giuopponi, A. Lecchi, L. Piasecki en ??) |
| 1988 | Ronde van Frankrijk | 48 km   | Panasonic (E. Breukink, T. de Rooij, H. Lubberding, G. Nulens, J. Talen, E. Vanderaerden, E. Van Lancker, T. van Vliet en P. Winnen)                                                                                              |
| 1988 | Ronde van Spanje    | 34 km   | BH (F.-J. Antequera Alabau, P. Bouvatier, R. Córdoba Asensi, L. Cubino Gonzalez, M.J. Dominguez Diaz, F. Echave Musatadi, A. Fuerte Abelenda, J.V. Pedersen, A. Pino Couñago en F. Quevedo Salazar)                               |
| 1989 | Ronde van Italië    | 32,5 km | Ariostea (A. Baffi, S. Joho, R. Sørensen en ??) |
| 1989 | Ronde van Frankrijk | 46 km   | Super U (V. Barteau, L. Fignon, D. Garde, H. Imboden, C. Lavainne, T. Marie, B. Riis, G. Rué en P. Simon) |
| 1989 | Ronde van Spanje    | 34,4 km | Caja Rural (G. Arenas Reyes, M. Arntz, R. Beuker, M. Hermans, R. Le Clerc, M. Lejarreta Arizzabalaga, E. Nijboer, J.S. Sanchis Torme en H. Wechselberger)                                                                         |
| 1990 | Ronde van Frankrijk | 44,5 km | Panasonic (V. Jekimov, O. Ludwig, G. Nulens, A. Peiper, E. Planckaert, S. Rooks, M. Sergeant, E. Van Lancker en J.-P. van Poppel)                                                                                                 |
| 1990 | Ronde van Spanje    | 36,3 km | Lotus (E. Alonso Casado, J. Blanco Villar, M. Carrera Punzon, C. Hernandez Bailo, J.L. Laguia Martinez, A. Ocaña Perez, L. Perez Garcia, L. Suykerbuyk en R. Torres Toledano)                                                     |
| 1991 | Ronde van Frankrijk | 36,5 km | Ariostea (M. Argentin, D. Cassani, B. Cenghialta, R. Conti, A. Elli, R. Gölz, M. Lelli, M. Lietti en R. Sørensen) |
| 1991 | Ronde van Spanje    | 40,4 km | ONCE (E. Chozas Olmo, L.M. Diaz de Otazu Galarza, H. Diaz Zabala, A. Fuerte Abelenda, S. Hernandez Calvo, M. Lejarreta Arrizabalaga, M. Mauri, J.L. Villanueva Orihuela en J. Weltz)                                              |
| 1992 | Ronde van Frankrijk | 63,5 km | Panasonic (E. Bouwmans, V. Jekimov, M. Fondriest, O. Ludwig, W. Nelissen, G. Nulens, M. Sergeant, E. Van Lancker en D. Zjdanov)                                                                                                   |
| 1992 | Ronde van Spanje    | 32,6 km | Gatorade-Chateau d'Ax (A. Chiurato, M. Giovannetti, O. Pelliccioli, P. Ruiz Cabestany, M.A. Santaromita, M. Scirea, V. Tebaldi, R. Verdonck en S. Zanatta)                                                                        |
| 1993 | Ronde van Frankrijk | 81 km   | GB-MG Maglificio (F. Ballerini, C. Bomans, M. Cipollini, Z. Jaskula, J. Museeuw, W. Peeters, L. Pillon, F. Vanzella en F. Vona)                                                                                                   |
| 1994 | Ronde van Frankrijk | 66,5 km | GB-MG Maglificio (C. Bomans, D. Cassani, A. Elli, R. Järmann, J. Museeuw, W. Peeters, R. Sørensen, F. Vanzella en F. Vona) |
| 1995 | Ronde van Frankrijk | 67 km   | Gewiss-Ballan (E. Berzin, G. Bontempi, D. Bottaro, B. Cenghialta, G. Colombo, F. Frattini, I. Gotti, B. Riis en A. Volpi) |
| 2000 | Ronde van Frankrijk | 70 km   | ONCE-Deutsche Bank (D. Cañada, D. Etxebarria, J.I. Gutierrez, L. Jalabert, N. Jalabert, P. Luttenberger, A. Olano, M.A. Peña en M. Serrano)                                                                                       |
| 2001 | Ronde van Frankrijk | 67 km   | Crédit Agricole (F. Bessy, S. Hinault, T. Hushovd, C. Jenner, B. Julich, A. Morin, S. O'Grady, J. Vaughters en J. Voigt) |
| 2002 | Ronde van Frankrijk | 67,5 km | ONCE-Eroski (J. Azevedo, J. Beloki, A. Gonzalez de Galdeano, I. Gonzalez de Galdeano, J. Jaksche, I. Nozal, A. Olano, M. Pradera en M. Serrano)                                                                                   |
| 2002 | Ronde van Spanje    | 24,6 km | ONCE-Eroski (J. Azevedo, J. Beloki, R. Diaz, I. Gonzalez de Galdeano, J. Hruška, J. Jaksche, M. Pradera, M.A. Serrano en M. Zarrabeitia)                                                                                          |
| 2003 | Ronde van Frankrijk | 69 km   | US Postal (L. Armstrong, M. Beltrán, V. Jekimov, R. Heras, G. Hincapie, F. Landis, P. Padrnos, V.H. Peña en J.L. Rubiera) |
| 2003 | Ronde van Spanje    | 28 km   | ONCE-Ersoki (J. Azevedo, I. Gonzalez de Galdeano, J. Hruška, J. Jaksche, I. Nozal, M. Pradera, J. Rodríguez, M.A. Serrano en A. Vicioso)                                                                                          |
| 2004 | Ronde van Frankrijk | 65 km   | US Postal (L. Armstrong, J. Azevedo, M. Beltrán, V. Jekimov, G. Hincapie, F. Landis, B. Noval, P. Padrnos en J.L. Rubiera) |
| 2004 | Ronde van Spanje    | 27,7 km | US Postal (M. Barry, M. Beltrán, A. Cruz, B. Joachim, F. Landis, G. Michajlov, V.H. Peña, M. van Heeswijk en D. Zabriskie) |
| 2005 | Ronde van Frankrijk | 67,5 km | Discovery Channel (L. Armstrong, J. Azevedo, M. Beltrán, G. Hincapie, B. Noval, P. Padrnos, J. Popovytsj, J.L. Rubiera en P. Savoldelli)                                                                                          |
| 2006 | Ronde van Italië    | 38 km   | Team CSC (I. Basso, M. Blaudzun, I. Cuesta, V. Hoestov, B. Julich, G. Lombardi, C. Sastre, N. Sørensen en J. Voigt) |
| 2006 | Ronde van Spanje    | 7,2 km  | Team CSC (K.A. Arvesen, L.Y. Bak, F. Cancellara, I. Cuesta, V. Hoestov, M. Ljungqvist, S. O'Grady, C. Sastre en N. Sørensen) |
| 2007 | Ronde van Italië    | 25,6 km | Liquigas (D. Di Luca, E. Gasparotto, V. Miholjević, V. Nibali, A. Noè, F. Pellizotti, A. Spezialetti, A. Vanotti en C. Wegelius)                                                                                                  |
| 2008 | Ronde van Italië    | 23,6 km | Slipstream-Chioptle (M. Bäckstedt, J. Dean, R. Hesjedal, D. Millar, P. McCarty, D. Pate, C. Sutton, C. Vande Velde en D. Zabriskie)                                                                                               |
| 2008 | Ronde van Spanje    | 7,7 km  | Liquigas (V. Agnoli, D. Bennati, C. Corioni, E. Franzoi, F. Pozzato, M. Quinziato, I. Santaromita, G. Stangelj en A. Vanotti) |
| 2009 | Ronde van Italië    | 20,5 km | Team Columbia-High Road (M. Barry, E. Boasson Hagen, M. Cavendish, T. Lövkvist, M. Pinotti, M. Possoni, M. Renshaw, M. Rogers en K. Siwtsow)                                                                                      |
| 2009 | Ronde van Frankrijk | 38 km   | Astana (L. Armstrong, A. Contador, A. Klöden, L. Leipheimer, D. Moeravjov, S. Paulinho, J. Popovytsj, G. Rast en H. Zubeldia) |
| 2010 | Ronde van Italië    | 33 km   | Liquigas-Doimo (V. Agnoli, I. Basso, M. Bodnar, T. Dall'Antonia, R. Kišerlovski, V. Nibali, F. Sabatini, S. Szmyd en A. Vanotti)                                                                                                  |
| 2010 | Ronde van Spanje    | 13 km   | Team HTC-Columbia (L.Y. Bak, M. Cavendish, B. Eisel, M. Goss, H. Roulston, K. Siwtsow, T. van Garderen, M. Velits en P. Velits)                                                                                                   |
| 2011 | Ronde van Italië    | 19,3 km | Team HTC-High Road (L.Y. Bak, M. Cavendish, P. Gretsch, C. Lewis, M. Pinotti, F. Rabon, A. Rasmussen, M. Renshaw en K. Siwtsow)                                                                                                   |
| 2011 | Ronde van Frankrijk | 23 km   | Team Garmin-Cervélo (T. Danielson, J. Dean, T. Farrar, R. Hesjedal, T. Hushovd, D. Millar, R. Navardauskas, C. Vande Velde en D. Zabriskie)                                                                                       |
| 2011 | Ronde van Spanje    | 13,5 km | Team Leopard-Trek (D. Bennati, F. Cancellara, J. Fuglsang, M. Monfort, S. O'Grady, T. Rohregger, D. Viganò, R. Wagner en O. Zaugg)                                                                                                |
| 2012 | Ronde van Italië    | 32,2 km | Team Garmin-Barracuda (J. Bauer, T. Farrar, R. Hesjedal, R. Hunter, R. Navardauskas, A. Rasmussen, S. Rosseler, P. Stetina en C. Vande Velde)                                                                                     |
| 2012 | Ronde van Spanje    | 16,2 km | Team Movistar (J.J. Cobo, J. Castroviejo, I. Erviti, B. Intxausti, P. Lastras, J. Moreno, N. Quintana, J.J. Rojas en A. Valverde)                                                                                                 |
| 2013 | Ronde van Italië    | 17,4 km | Sky ProCycling (D. Cataldo, S. Henao, C. Knees, D. Pate, S. Puccio, K. Siwtsow, R. Urán, B. Wiggins en X. Zandio) |
| 2013 | Ronde van Frankrijk | 25 km   | Orica-GreenEdge (M. Albasini, S. Clarke, S. Gerrans, M. Goss, D. Impey, B. Lancaster, C. Meyer, S. O'Grady en S. Tuft) |
| 2013 | Ronde van Spanje    | 27 km   | Astana Pro Team (J. Brajkovič, J. Fuglsang, A. Hryvko, M. Iglinski, T. Kangert, V. Nibali, P. Tiralongo, A. Vanotti en A. Zejts)                                                                                                  |
| 2014 | Ronde van Italië    | 21,7 km | Orica-GreenEdge (M. Docker, L. Durbridge, M. Hepburn, B. Lancaster, M. Matthews, C. Meyer, I. Santaromita, S. Tuft en P. Weening)                                                                                                 |
| 2014 | Ronde van Spanje    | 12,6 km | Team Movistar (A. Amador, J. Castroviejo, I. Erviti, J. Herrada Lopez, G. Izagirre, A. Malori, J. Moreno, N. Quintana en A. Valverde)                                                                                             |
| 2015 | Ronde van Italië    | 17,6 km | Orica-GreenEdge (S. Bewley, E. Chaves, S. Clarke, L. Durbridge, S. Gerrans,M. Hepburn, B. Lancaster, M. Matthews en P. Weening)                                                                                                   |
| 2015 | Ronde van Frankrijk | 28 km   | BMC Racing Team (D. Caruso, R. Dennis, D. Oss, M. Quinziato, S. Sánchez, M. Schär, G. Van Avermaet, T. van Garderen en D. Wyss)                                                                                                   |
| 2015 | Ronde van Spanje    | 7,4 km  | BMC Racing Team (D. Atapuma, M. Burghardt, A. De Marchi, J. Drucker, A. Moinard, J. Rosskopf, S. Sánchez, T. van Garderen en P. Velits)                                                                                           |
| 2016 | Ronde van Spanje    | 29,4 km | Team Sky (I. Boswell, C. Froome, M. Gołaś, P. Kennaugh, C. Knees, L. König, M. Kwiatkowski, D. López en S. Puccio) |
| 2017 | Ronde van Spanje    | 14 km   | BMC Racing Team (D. Caruso, A. De Marchi, R. Dennis, K. Frankiny, D. Oss, N. Roche, L. Vliegen, T. van Garderen en F. Ventoso) |
| 2018 | Ronde van Frankrijk | 35,5 km | BMC Racing Team (P. Bevin, D. Caruso, S. Gerrans, S. Küng, R. Porte, M. Schär, G. Van Avermaet en T. van Garderen) |
| 2019 | Ronde van Frankrijk | 27,6 km | Team Jumbo-Visma (G. Bennett, L. De Plus, D. Groenewegen, A.G. Jansen, S. Kruijswijk, T. Martin, M. Teunissen en W. van Aert) |
| 2019 | Ronde van Spanje    | 13,4 km | Astana Pro Team (M. Boaro, D. Cataldo, O. Fraile, J. Fuglsang, G. Izagirre, J. Izagirre, M.A. López en L.L. Sánchez) |
| 2022 | Ronde van Spanje    | 23,3 km | Team Jumbo-Visma (E. Affini, R. Dennis, R. Gesink, C. Harper, S. Kuss, S. Oomen, P. Roglič en M. Teunissen) |
| 2023 | Ronde van Spanje    | 14,8 km | Team DSM-Firmenich (R. Bardet, R. Combaud, A. Dainese, S. Flynn, C. Hamilton, L. Milesi, O. Onley, M. Poole) |

## Eendaagse ploegentijdritten
Jarenlang maakte een ploegentijdrit over honderd kilometer onderdeel uit van de Olympische Spelen en het wereldkampioenschap voor amateurs. Renners startten in ploegen van vier en de aankomsttijd van de derde finishende renner telde als eindtijd. Vooral landen uit Oost-Europa waren specialisten in deze discipline. Sinds 1996 is ze echter vervangen door de individuele tijdrit.
In 1988 werd voor het eerst de Grand Prix de la Libération verreden die een jaar later zelfs deel uitmaakte van de wereldbeker. Na vier edities werd deze wedstrijd weer van de kalender geschrapt. In 2005 voegde de UCI een ploegentijdrit toe aan het schema van de ProTour. Deze werd ieder jaar verreden in de omgeving van het Brabantse Eindhoven, maar werd begin 2008 van de wielerkalender geschrapt, omdat de gemeente Eindhoven niet langer voor de kosten wilde opdraaien. Zie voor meer informatie het artikel UCI ProTour Ploegentijdrit.
Bij de WK wielrennen 2012 in Valkenburg werd voor het eerst een wereldkampioenschap ploegentijdrit verreden voor sponsorploegen, zowel voor mannen als voor vrouwen. Vanaf 2019 werd dit samengevoegd tot een ploegentijdrit voor gemengde landenploegen.